# Atlantsammenslutningen
Atlantsammenslutningen er en dansk landsdækkende og internationalt orienteret organisation, der informerer om sikkerhedspolitik herunder NATO, EU, OSCE og FN.
Organisationen blev skabt 1949, i samme forbindelse med at Danmark blev medlem af NATO. Medlemskabet betød en grundlæggende ændring for Danmark, idet man gik fra at være neutral til at være medlem af en alliance. Derfor mente partierne bag Danmarks indtræden i NATO, at der var behov for en informationskanal, denne blev kaldt Atlantsammenslutningen.